# Iwan Iwanow (strzelec)
Iwan Cwetkow Iwanow (bułg. Иван Цветков Иванов; ur. 6 grudnia 1921) – bułgarski strzelec, olimpijczyk. 
Startował na igrzyskach olimpijskich w 1952 roku (Helsinki). Wystąpił tylko w trapie, w którym zajął 16. miejsce.

## Wyniki olimpijskie
| Igrzyska | Konkurencja | Wynik              | Miejsce    | Źródło |
| -------- | ----------- | ------------------ | ---------- | ------ |
| IO 1952  | Trap        | 182 punkty (92-90) | 16 (na 40) | [ 1 ]  |